# أودري روس
أودري روس (بالإنجليزية: Audrey Roos)‏ (1912، إليزابيث في الولايات المتحدة - 11 ديسمبر 1982، مارثا فينيارد في الولايات المتحدة)؛ كاتبة سيناريو وروائية أمريكية. درست في جامعة كارنيغي ميلون.

## روابط خارجية
- أودري روس على موقع IMDb (الإنجليزية)
- أودري روس على موقع قاعدة بيانات برودواي على الإنترنت (الإنجليزية)